# La Grand-Croix
La Grand-Croix là một xã trong tỉnh Loire miền trung nước Pháp.